# 므스푸프
므스푸프(아랍어: مسفوف, 표준 아랍어:  마스푸프[*])는 알제리, 튀니지 등 마그레브 지방의 전통 요리이다. 쿠스쿠스의 하나로, 찐 세몰리나에 버터와 부재료(완두나 건포도 등)를 섞어 만들며, 라마단 기간 동안 수후르로 먹는다.

## 같이 보기
- 삽파